# Солдек
«Солдек» (польск. Sołdek) — сухогруз, первое в истории польского судостроительства морское судно, построенное после войны и последний пароход торгового флота ПНР, находившийся в эксплуатации.
Корабль-музей, экспонат Центрального Морского музея в Гданьске.
Пароход был спроектирован группой польских инженеров под руководством Генрика Гелджика на Гданьской верфи, которая была введена в эксплуатацию 19 октября 1947 года. Место постройки судна было освящено, а первую заклёпку в набор корабля вбил тогдашний министр судоходства.
Теплоход назван в честь Станислава Солдека (1917—1970) — разметчика Гданьской верфи.
Судно было заложено 3 апреля 1948 года, спущено на воду 6 ноября 1948 года и ходило вплоть до 2 января 1981 года.
Сухогруз принадлежал Польскому морскому пароходству.
Всего Sołdek совершил 1379 рейсов.
«Солдек» — головное судно проекта В30, всего Гданьской верфью было построено 29 судов этого проекта в период с 1949 по 1954 годы. Проект В30 стал прообразом проекта 1128 — кораблей измерительного комплекса.
- На стапеле Гданьской верфи
- Спуск на воду, 6 ноября 1948 года